# Villanova Monferrato
Villanova Monferrato (Vilanòva 'd Casà in piemontese) è un comune italiano di 1 702 abitanti della provincia di Alessandria in Piemonte.
È il comune più a nord della provincia di Alessandria e si trova molto vicina a Vercelli ed al confine con la Lombardia. Nonostante il toponimo, non si trova geograficamente nel territorio del Monferrato in quanto situato sulla sinistra idrografica del Po.
Il paese si trova a 7 km da Casale Monferrato, 17 km da Vercelli, 40 km da Alessandria e 70 km da Pavia.

## Storia
Ritrovamenti archeologici testimoniano l'antica storia del borgo con presenza umana risalente all'epoca romana. A partire dal 1198 è attestato l'uso del nome Villanova (con variante Vilanova (una sola "l") e  Villenove), probabile un'origine medievale risalente al VI secolo. Tornando ancora indietro nel tempo, il borgo nacque, sottoposto ai vescovi di Vercelli, come unione di case per formare un agglomerato nel 1136 probabilmente per gestire le foreste alla confluenza del Sesia. Le famiglie aristocratiche vercellesi potevano vantare diritti sui terreni agricoli, tantoché nel 1197 Vercelli istituì un "borgo-franco" anche a scopo di espansione ai danni del marchesato monferrino. A tale scopo 18 famiglie contadine nel 1212 furono pagate 10 lire per trasferirsi e restare a Villanova per togliere terreno e danneggiare economicamente Candia Lomellina e Cozzo(paesi all'epoca dominati dai pavesi Confalonieri), seppure la Lomellina abbia sempre cercato un'indipendenza da Pavia.
Per ribadire il possesso dei vescovi di Vercelli esistono diplomi imperiali firmati da Federico I ed Enrico IV risalenti al 1159 e 1191.
Nel 1215 vercellesi e alessandrini si allearono contro i casalesi iniziando le sanguinose dispute fra i feudatari, infatti Villanova fu
coinvolta nelle lotte feudali, essendo in zone di confini territoriali, dei secoli XIII e XIV fra i Signori del Monferrato, di Milano e di Vercelli, in seguito, nel 1335 passò sotto la signoria dei Visconti.
Per il paese costituisce una data importante il 1407 quando Teodoro Paleologo cede a Filippo Maria Visconti la città di Vercelli in cambio di altri territori compreso Villanova. Nel 1474 il paese passò sotto la diocesi di Casale Monferrato. 
Nel 1536 iniziò il dominio dei Gonzaga.
Nel 1613, durante la Iª guerra per il Monferrato Villanova divenne un centro di sosta per le truppe monferrine che combatterono aspramente i Savoia (all'epoca rappresentati da Vittorio Amedeo e Tommaso).
Nel 1616 fu saccheggiato dai Savoia col risultato che questo territorio fu da loro conquistato. Nel 1637 ci fu un'ulteriore saccheggio con incendi da parte degli Spagnoli. Nel 1713 Villanova fu sottomessa ai domini dei Savoia, ad eccezione del periodo dell'occupazione napoleonica.

## Monumenti e luoghi d'interesse
Architettura civile
- Il palazzo municipale ospita un quadro di Pier Francesco Guala Madonna con bambino mentre benedice Sant'Emiliano e San Bernardino.

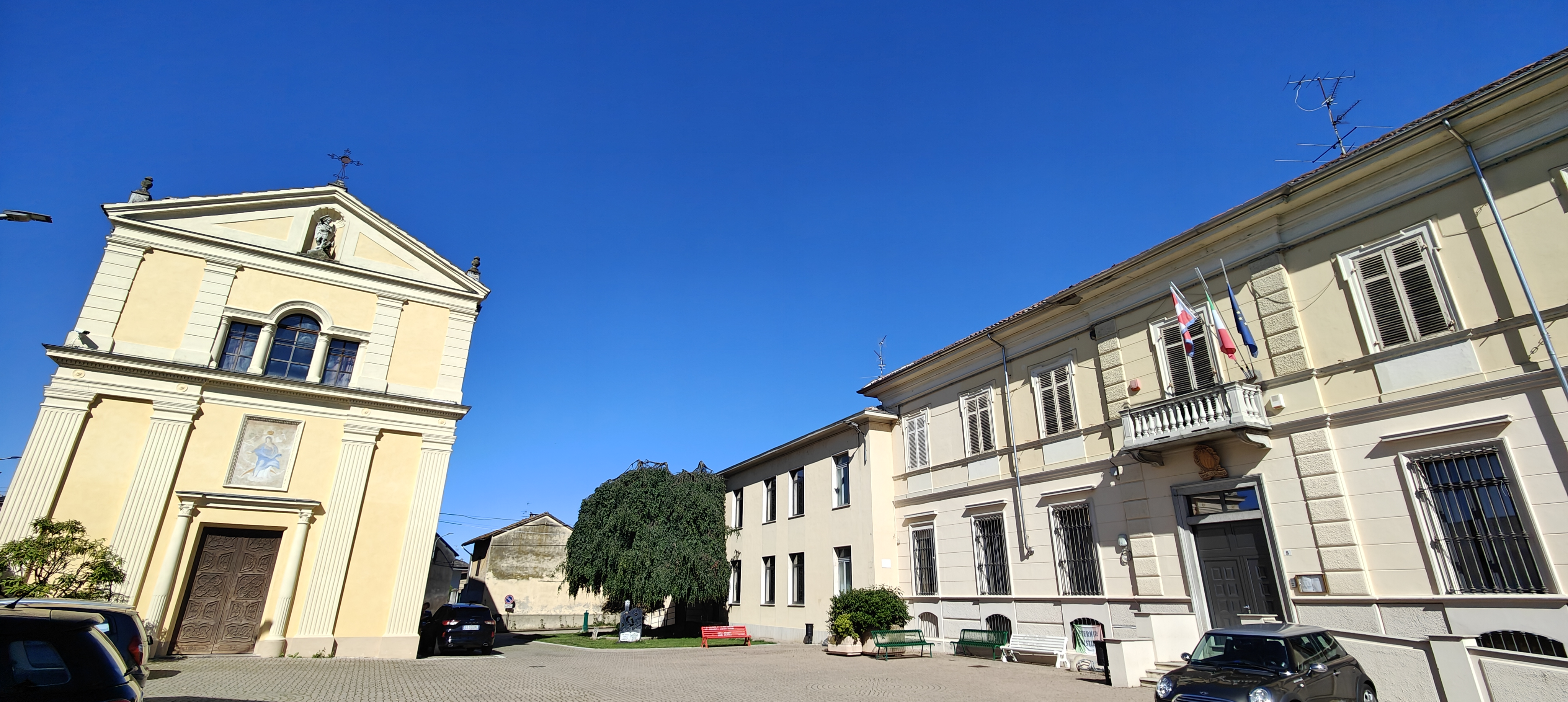
Palazzo del Comune con accanto l'oratorio di San Michele

- Accanto al comune la lapide a ricordo del tenente generale Alessandro Finazzi, nato a Villanova Monferrato nel 1825 e morto nel 1905, protagonista della guerra di Crimea.

Architettura religiosa

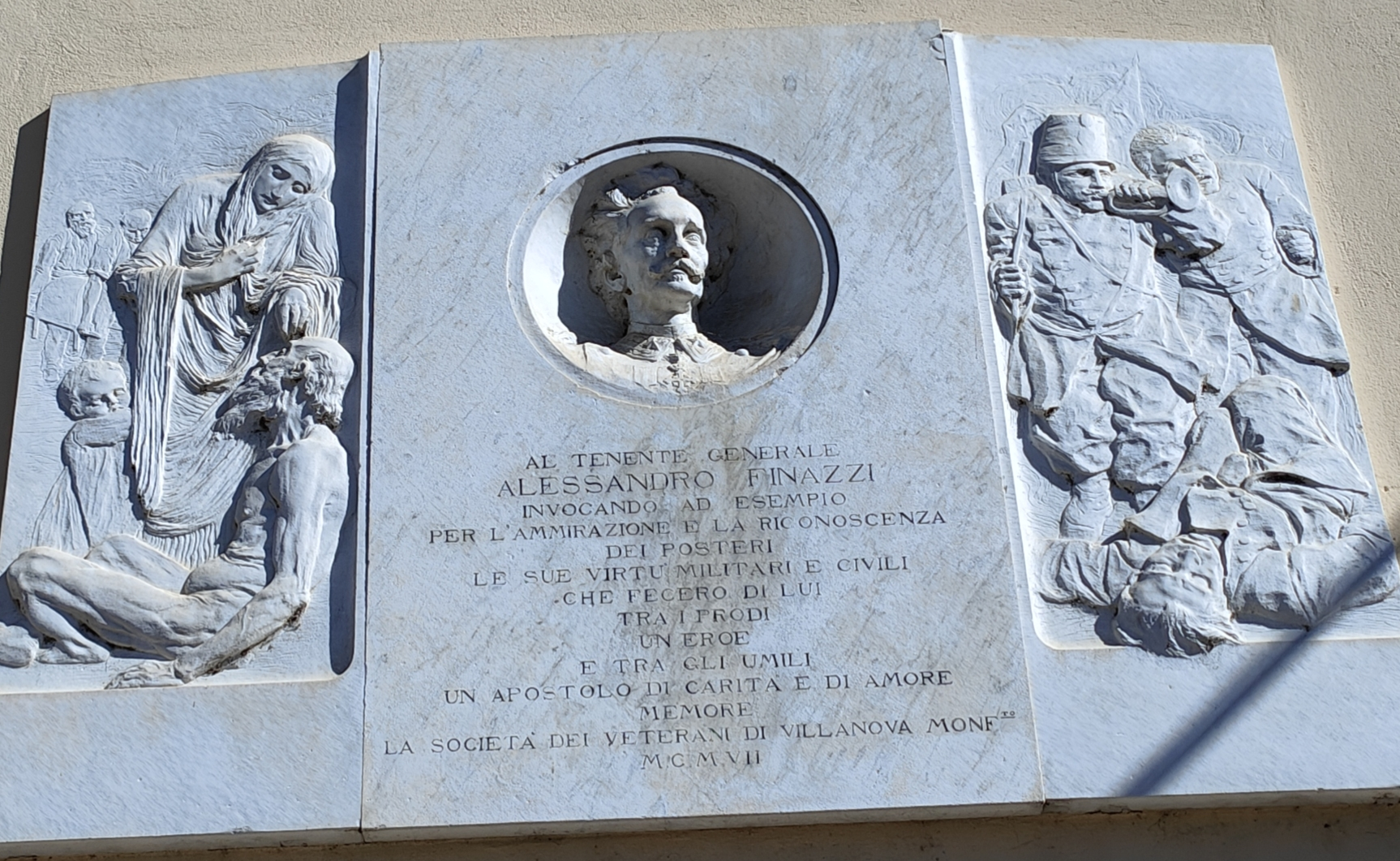
Lapide al tenente generale Alessandro Finazzi

- Conserva la parrocchiale di Sant'Emiliano del XIX secolo (ma risalente in origine al VII secolo) e in fronte al Comune, l'oratorio della confraternita di San Michele Arcangelo, risalente al XVI secolo, probabilmente il 1648, ora auditorium passato in comodato d'uso dal 1995 al Comune.
- Oratorio, ex-chiesa di San Bernardino con il suo campanile, sede museale.

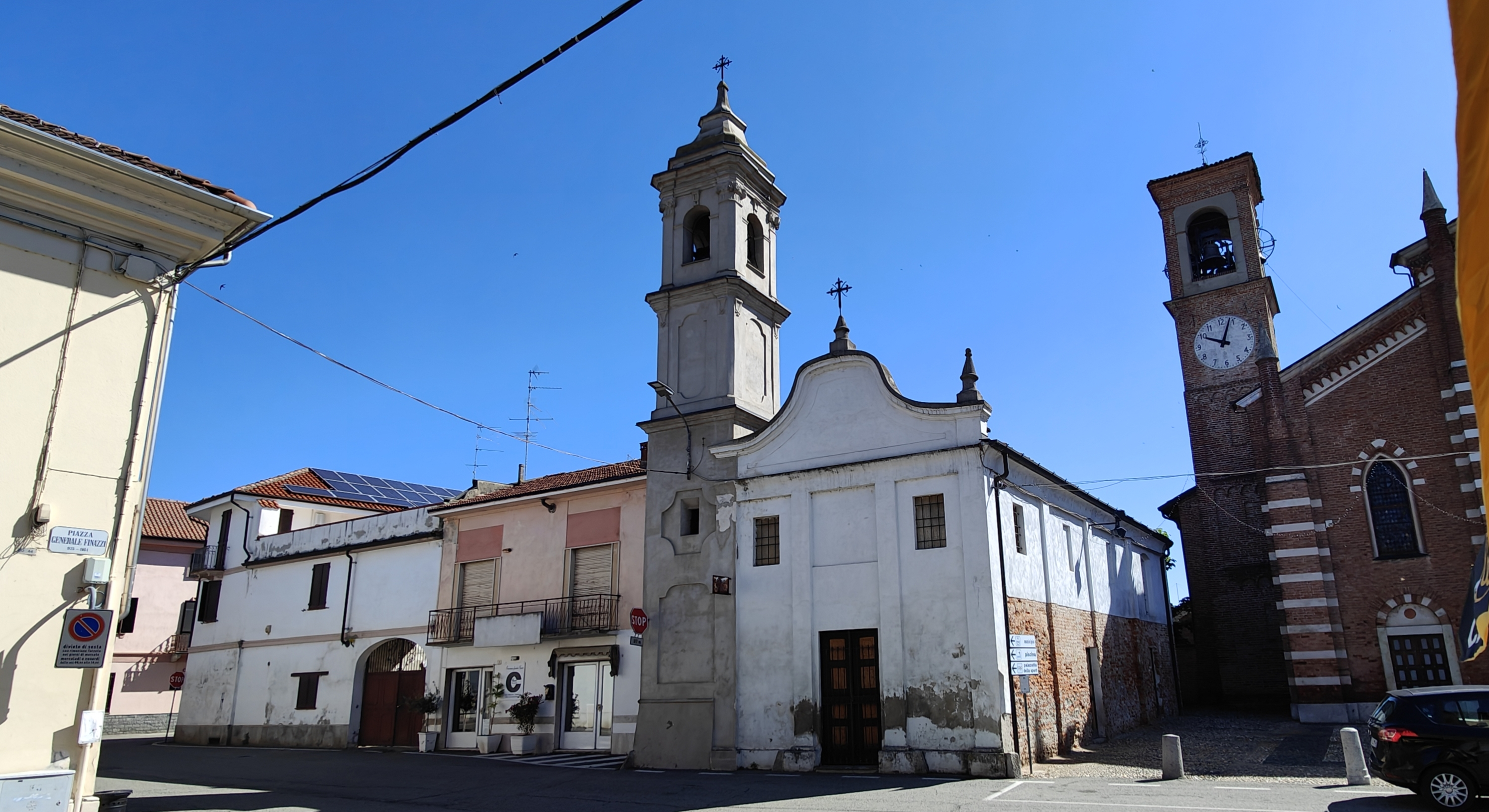
Adiacente la parrocchia, la chiesa di San Bernardino, ex oratorio della confraternita

## Società

### Evoluzione demografica
Abitanti censiti

## Economia
Il comune di Villanova Monferrato era la sede dell'industria dolciaria Bistefani sino a settembre 2016, famosa a livello nazionale ed internazionale per la produzione dei caratteristici biscotti Krumiri e dei Buondì Motta.
Il territorio, prevalentemente agricolo, produce cereali, riso, ortaggi, allevamenti bovini e ovini.

## Cultura
Villanova ha dato i natali ad illustri personalità quali il filosofo e medico Francesco dal Pozzo (1520-1564), spesso erroneamente confuso con altri; i fratelli Giovanni Martinotti, medico e l'enologo e farmacista Federico.
La città ospita il circolo culturale Associazione Villaviva presso la parrocchia per conferenze, mostre e concerti.

## Infrastrutture e trasporti
Fra il 1886 e il 1935 la località era servita da una fermata della tranvia Vercelli-Casale.

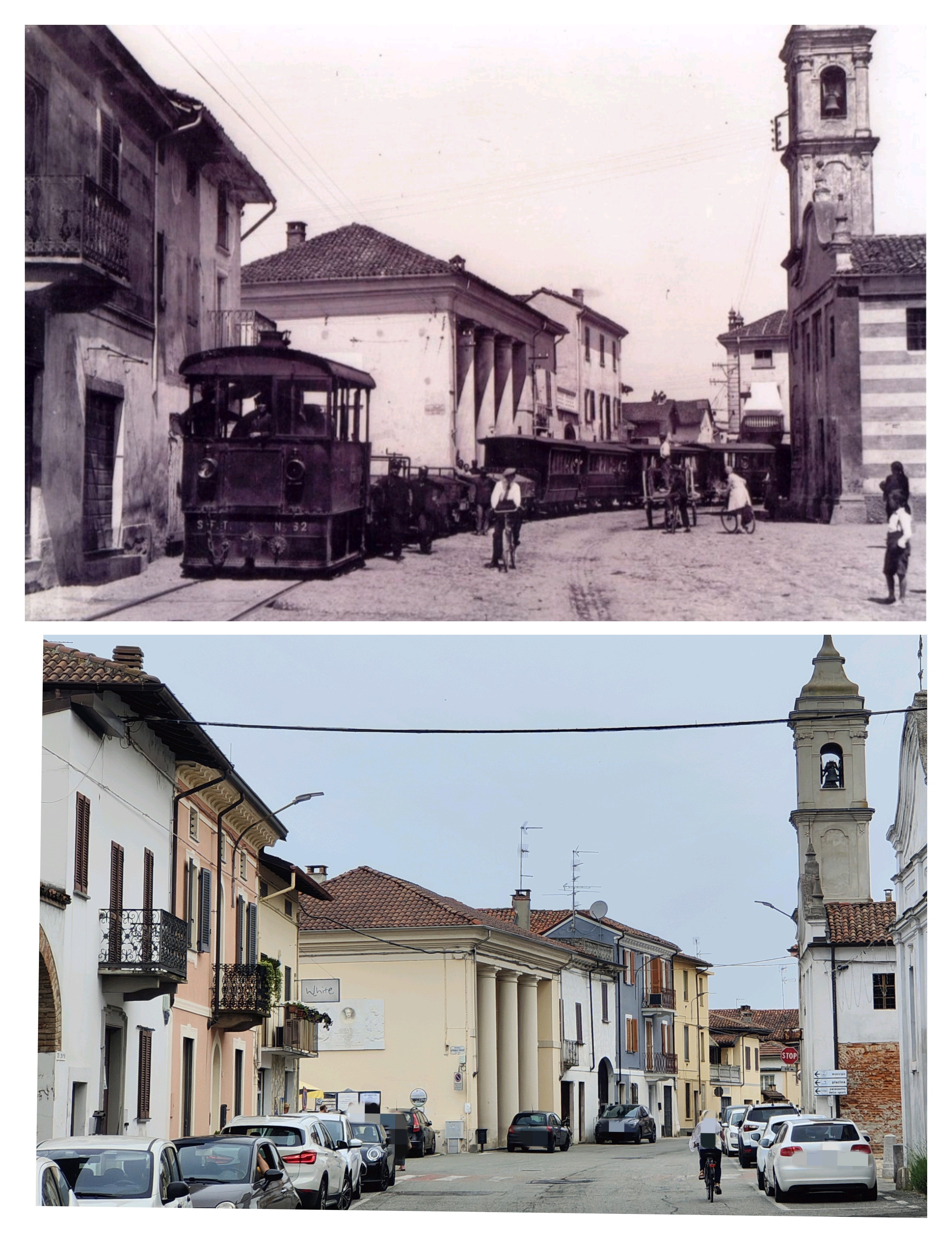
Immagini di oltre un secolo fa: Villanova Monferrato, via Bossi ieri e oggi (foto storica collezione Cravero)

## Amministrazione
Di seguito è presentata una tabella relativa alle amministrazioni che si sono succedute in questo comune.
| Periodo        | Periodo        | Primo cittadino  | Partito                       | Carica  | Note   |
| -------------- | -------------- | ---------------- | ----------------------------- | ------- | ------ |
| 19 giugno 1985 | 19 maggio 1990 | Mauro Cabiati    | Partito Comunista Italiano    | Sindaco | [ 12 ] |
| 19 maggio 1990 | 24 aprile 1995 | Mauro Cabiati    | Partito Comunista Italiano    | Sindaco | [ 12 ] |
| 24 aprile 1995 | 14 giugno 1999 | Mauro Cabiati    | centro-sinistra               | Sindaco | [ 12 ] |
| 23 giugno 1999 | 14 giugno 2004 | Mauro Cabiati    | lista civica                  | Sindaco | [ 12 ] |
| 14 giugno 2004 | 8 giugno 2009  | Roberto Oliaro   | lista civica                  | Sindaco | [ 12 ] |
| 8 giugno 2009  | 26 maggio 2014 | Mauro Cabiati    | lista civica                  | Sindaco | [ 12 ] |
| 26 maggio 2014 | 27 maggio 2019 | Mauro Cabiati    | lista civica Torre campanaria | Sindaco | [ 12 ] |
| 27 maggio 2019 | 9 giugno 2024  | Fabrizio Bremide | lista civica Con Villanova    | Sindaco |        |
| 9 giugno 2024  | in carica      | Fabrizio Bremide | lista civica Con Villanova    | Sindaco |        |